# Mohd Harrif Saleh
Mohammad „Mohd“ Harrif Saleh (* 15. September 1988) ist ein malaysischer Radrennfahrer.
Im Bahnradsport wurde Mohd Harrif Saleh 2007 asiatischer Meister im Scratch. 2009 wurde er zusammen mit Mohd Saufi Mat Senan, Mohd Zamani Mustaruddin und Mohd Syahrul Afiza Fauzan malaysischer Meister in der Mannschaftsverfolgung. 2012 belegte er bei den asiatischen Meisterschaften Platz drei im Scratch.
Daneben ist Mohd Harrif Saleh 2007 auch auf der Straße erfolgreich. So gewann zahlreiche Abschnitte asiatischer Etappenrennen, darunter insgesamt drei Etappen der Tour de Langkawi und vier der Tour of Thailand. 2015 errang er bei den Südostasienspielen jeweils Gold im Straßenrennen und im Kriterium. 
Sein Bruder Mohd Zamri Saleh ist ebenfalls Radrennfahrer.

## Erfolge

### Straße
2007
- eine Etappe Jelajah Malaysia
- eine Etappe Melaka Chief Minister Cup

2008
- eine Etappe Tour of South China Sea

2011
- eine Etappe Tour de Brunei

2012
- zwei Etappen Jelajah Malaysia
- eine Etappe Tour de Brunei
- zwei Etappen Tour of Vietnam

2013
- eine Etappe Jelajah Malaysia
- eine Etappe Tour of Borneo

2014
- eine Etappe Sharjah Tour
- eine Etappe Jelajah Malaysia

2015
- Südostasienspiele – Straßenrennen, Kriterium
- eine Etappe Le Tour de Filipinas

2016
- zwei Etappen Tour of Thailand
- eine Etappe Jelajah Malaysia
- Malayische Meisterschaft – Straßenrennen

2017
- eine Etappe Jelajah Malaysia

2018
- eine Etappe Sri Lanka T-Cup

2019
- eine Etappe Tour de Langkawi
- eine Etappe Tour of Selangor

2020
- zwei Etappen Tour de Langkawi

2021
- GP Manavgat

### Bahn
2007
- Asienmeister – Scratch

2009
- Malaysischer Meister – Mannschaftsverfolgung (mit Mohd Saufi Mat Senan, Mohd Zamani Mustaruddin und Mohd Syahrul Afiza Fauzan)3

2012
- Asienmeisterschaft – Scratch